# Conservateur de musée
Ne doit pas être confondu avec Conservateur du patrimoine.
Pour les articles homonymes, voir Conservateur.
 (janvier 2021).

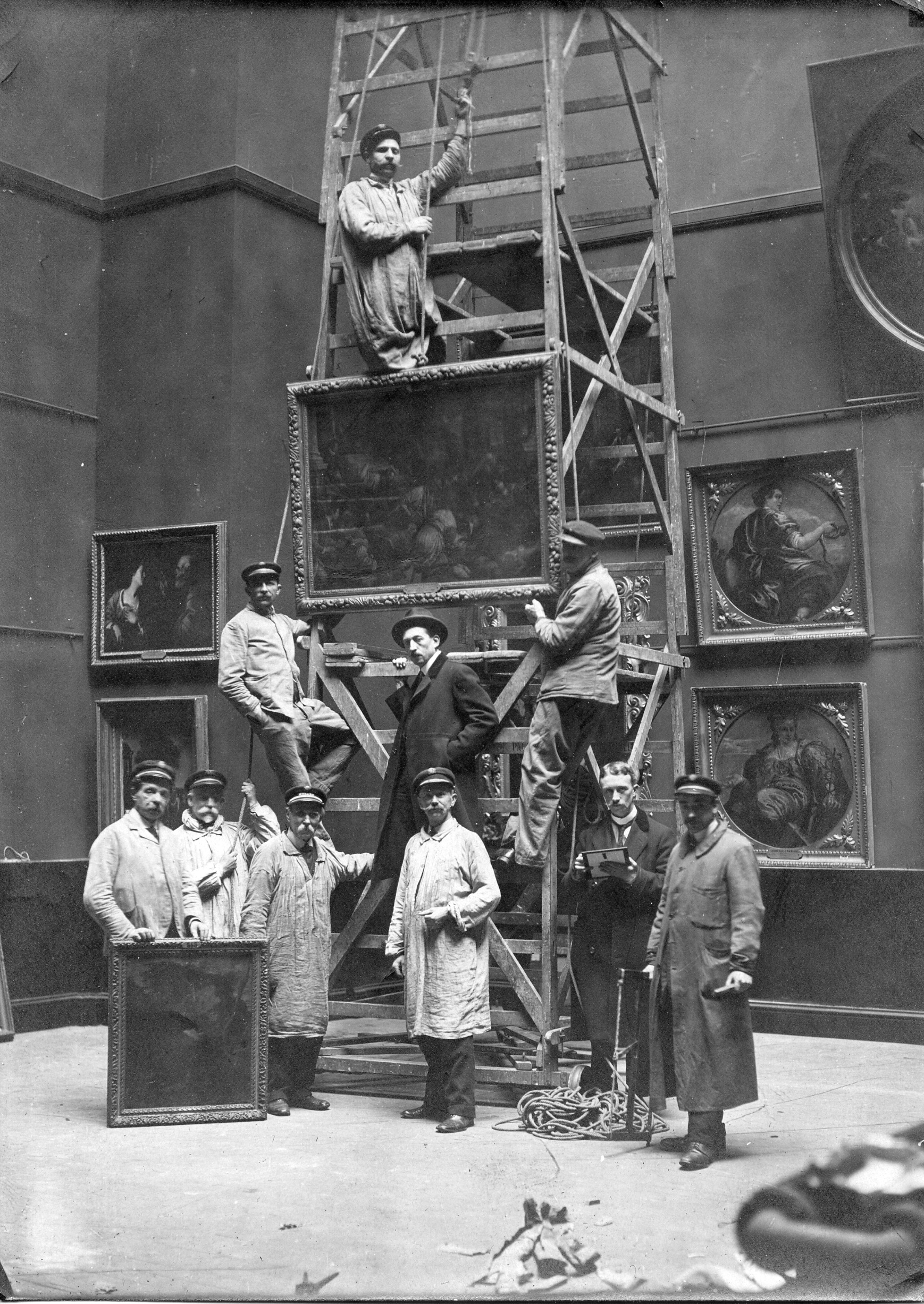
Au centre de l'image : Émile Théodore, conservateur du Palais des Beaux-Arts de Lille de 1912 à 1937, lors de la reconstitution de la salle du musée consacrée aux peintures espagnoles et italiennes (deux ans après Première Guerre mondiale, en 1920.

Un conservateur de musée exerce des fonctions scientifiques de haut niveau mais également administratives. Il est responsable de l'enrichissement, de la conservation, de l'étude, de la mise en valeur et de la diffusion des collections dont il a la charge.
Les conservateurs « exercent des responsabilités scientifiques et techniques visant à étudier, classer, conserver, entretenir, enrichir, mettre en valeur et faire connaître le patrimoine ».
Ils veillent à ce que tous les éléments de ce patrimoine soient inventoriés et classés, et sont responsables de la conservation et de l'entretien de la collection du musée.
La mise en valeur de ce patrimoine et sa diffusion la plus large, notamment par le biais d'expositions, de publications et de manifestations scientifiques, sont au cœur des missions des conservateurs.
Dans la fonction publique française, les conservateurs du patrimoine, constituent un corps supérieur à caractère scientifique et technique et à vocation interministérielle.

## Le métier, ses rôles
Le conservateur assure plusieurs missions :
- la mise en valeur de la collection, pour le public et la communauté scientifique, notamment par le truchement d'expositions;
- la restauration du patrimoine, en faisant appel à des professionnels de la restauration d'œuvres d'art ou d'objets d'intérêt ethnographique;
- la coordination administrative et la gestion du personnel;
- la gestion et l'étude de la collection du musée : il cherche à enrichir la collection, la documenter et la diffuser.

Son rôle inclut l'étude muséographique et celle de la fréquentation, et la communication avec les sociétés savantes, écoles, universités, associations (ex : Amis du musée ou des musées).
La sécurisation des collections passe de plus en plus par une couverture photographique détaillée des objets, en insistant sur leurs particularités (détails caractéristiques, défauts, anomalies…) de manière à pouvoir les retrouver ou à empêcher les reventes en cas de vol.